# Херлев Иглз

Херлев Иглз — команда по хоккею с шайбой из города Херлев, Дания.
Основана в 1968 году. Выступает в высшей лиге датского хоккея Метал Лиге. Домашний стадион команды — Спар Норд Арена Херлев, вмещающий 1750 человек.

## Статистика выступлений в Чемпионате Дании

### 1967—1985
| Сезон     | Регулярный турнир | Финальный турнир | Место в Плей-Офф | Дивизион                     |
| --------- | ----------------- | ---------------- | ---------------- | ---------------------------- |
| 1970/1971 | 4                 | 2                |                  | 2-й дивизион восточный округ |
| 1971/1972 | 4                 | 4                |                  |                              |
| 1972/1973 | 4                 |                  |                  | 2-й дивизион                 |
| 1973/1974 | 7                 |                  |                  |                              |
| 1974/1975 | 6                 |                  |                  |                              |
| 1975/1976 | 5                 |                  |                  |                              |
| 1976/1977 | 5                 |                  |                  |                              |
| 1977/1978 | 5                 |                  |                  |                              |
| 1978/1979 | 3                 |                  |                  |                              |
| 1979/1980 | 4                 |                  | 1/2 финала       |                              |
| 1980/1981 | 1                 |                  | 2                |                              |
| 1981/1982 | нет данных        |                  | 1                |                              |
| 1982/1983 | 2                 |                  |                  | 1-й дивизион                 |
| 1983/1984 | 1                 |                  |                  |                              |
| 1984/1985 | 4                 | 4                |                  |                              |

### 1985—1998
Элитсерия
| Сезон     | Регулярный турнир | Финальный турнир    | Место в Плей-Офф              | Дивизион                      |
| --------- | ----------------- | ------------------- | ----------------------------- | ----------------------------- |
| 1985/1986 | 4                 | 4                   |                               |                               |
| 1986/1987 | 6                 |                     | 2 квалификация 1-го дивизиона |                               |
| 1987/1988 | 4                 |                     |                               |                               |
| 1988/1989 | 4                 |                     | 4                             |                               |
| 1989/1990 | 5                 |                     |                               |                               |
| 1990/1991 | 4                 |                     | 4                             |                               |
| 1991/1992 | 8                 |                     | 2 квалификация Элитсерии      | команда выбыла в 1-й дивизион |
| 1992/1993 | 2                 |                     | 6 квалификация Элитсерии      | 1-й дивизион восточный округ  |
| 1993/1994 | нет данных        |                     | 6 квалификация Элитсерии      | 1-й дивизион                  |
| 1994/1995 | 5                 |                     |                               |                               |
| 1995/1996 | нет данных        |                     |                               |                               |
| 1996/1997 | нет данных        | 8 переходной турнир | 6 квалификация Элитсерии      |                               |
| 1997/1998 | 3                 | 8 переходной турнир | 5 квалификация Элитсерии      | 1-й дивизион восточный округ  |

### 1998—2001
Супер Айс Лига — Кодан Лига
| Сезон     | Регулярный турнир | Финальный турнир | Место в Плей-Офф             | Дивизион                     |
| --------- | ----------------- | ---------------- | ---------------------------- | ---------------------------- |
| 1998/1999 | нет данных        |                  |                              | 1-й дивизион восточный округ |
| 1999/2000 | 9                 |                  | 1 квалификация Кодан Лиги    | Высший дивизион              |
| 2000/2001 | 9                 |                  | 2 квалификация Санистол Лиги |                              |

### 2001—2002
Супер Айс Лига — Санистол Лига
| Сезон     | Регулярный турнир | Финальный турнир | Место в Плей-Офф | Дивизион        |
| --------- | ----------------- | ---------------- | ---------------- | --------------- |
| 2001/2002 | 7                 | 4B               |                  | Высший дивизион |

### 2001—2005
Супер Айс Лига — Супер Бест Лига
| Сезон     | Регулярный турнир | Финальный турнир | Место в Плей-Офф | Дивизион        |
| --------- | ----------------- | ---------------- | ---------------- | --------------- |
| 2002/2003 | 7                 | 3B               |                  | Высший дивизион |
| 2003/2004 | 8                 |                  | 1/4 финала       |                 |
| 2004/2005 | 3                 |                  | 1/4 финала       |                 |

### 2005—2007
Супер Айс Лига — Оддсет Лига
| Сезон     | Регулярный турнир | Финальный турнир | Место в Плей-Офф | Дивизион        |                                                                  |
| --------- | ----------------- | ---------------- | ---------------- | --------------- | ---------------------------------------------------------------- |
| 2005/2006 | 9                 |                  |                  | Высший дивизион |                                                                  |
| 2006/2007 | 9                 |                  |                  | Высший дивизион | в 1-й дивизионе восточного округа играла команда Херлев/Рунгстед |

### 2007—2013
Супер Айс Лига — Аль-Банк Лига
| Сезон     | Регулярный турнир | Финальный турнир | Место в Плей-Офф | Дивизион                     |
| --------- | ----------------- | ---------------- | ---------------- | ---------------------------- |
| 2007/2008 | 10                |                  |                  | Высший дивизион              |
| 2008/2009 | 10                | 4                |                  |                              |
| 2009/2010 | 6                 |                  |                  | 1-й дивизион восточный округ |
| 2010/2011 | 8                 |                  | 1/4 финала       | 1-й дивизион                 |
| 2011/2012 | 6                 |                  | 1/4 финала       | Высший дивизион              |
| 2012/2013 | 8                 |                  | 1/4 финала       |                              |

### 2013—н.в.
Супер Айс Лига — Метал Лига
| Сезон     | Регулярный турнир | Финальный турнир | Место в Плей-Офф | Дивизион                |
| --------- | ----------------- | ---------------- | ---------------- | ----------------------- |
| 2013/2014 | 8                 |                  | 1/4 финала       | Высший дивизион         |
| 2014/2015 | 9                 |                  |                  |                         |
| 2015/2016 | 10                |                  |                  |                         |
| 2016/2017 | 10                |                  |                  |                         |
| 2017/2018 | 10                |                  |                  |                         |
| 2018/2019 | 8                 |                  |                  |                         |
| 2019/2020 | 7                 |                  |                  | COVID-19 турнир отменён |
| 2020/2021 | 7                 |                  | 1/4 финала       |                         |
| 2021/2022 | 8                 |                  | 1/4 финала       |                         |
| 2022/2023 |                   |                  |                  |                         |